# Begányi Ferenc
Begányi Ferenc (Miskolc, 1937. február 27. – Budapest, 2000. július 4.) Liszt-díjas opera-, oratórium- és dalénekes (basszus).

## Élete, munkássága
1960 és 1964 között a budapesti Bartók Béla Zeneművészeti Szakközépiskolában tanult Balassa Istvánné irányításával. Végzés után két évig a Magyar Állami Operaházban volt énekkari tag, majd 1966-ban magánénekes lett. 1968-ban a szófiai énekversenyen a második díjat szerezte meg.
A basszus hangnem szinte valamennyi fontos operaszerepét elénekelte. Néhány jelentős szerepe:
- Basilio – Mozart: Figaro házassága
- Borisz Godunov – Muszorgszkij: Borisz Godunov
- Enrico (VIII. Henrik) – Donizetti: Anna Bolena
- Fiesco – Verdi: Simon Boccanegra
- II. Fülöp – Verdi: Don Carlos
- Kékszakállú – Bartók: A kékszakállú herceg vára
- Mefisztó – Gounod: Faust
- Ochs báró – Strauss: A rózsalovag
- Porgy – Gershwin: Porgy és Bess
- Sparafucile – Verdi: Rigoletto

Az operaszerepeken kívül oratórium- és dalénekesként is gyakran fellépett. Vendégszerepelt Európa számos országában, Mexikóban, az Amerikai Egyesült Államokban. Számos rádió-, televízió- és hanglemezfelvétel őrzi a hangját.

## Díjai
- Liszt Ferenc-díj (1973)
- Székely Mihály-emlékplakett (1975)
- Érdemes művész (1981)